# Silmaril
Silmarily (quenijsky záření čistého světla, plurál Silmarilli) jsou tři zářící klenoty z Tolkienova světa, Středozemě. Je v nich uzavřeno světlo Dvou stromů vytvořených Yavannou. Klenoty byly vytvořeny z krystalické hmoty silima Fëanorem, elfem z Noldor, ve Valinoru během hvězdných věků.
Silmarily nejsou obyčejné klenoty, které vydávají světlo. V jistém smyslu jsou i „živé“ a „posvátné“. Nedají se poškodit žádnou silou. Jejich záře se podobá hvězdám. Jak je Fëanor dovedl vyrobit, není plně objasněno, ale známe materiál – světlo – Bílého a Zlatého stromu, Telperionu a Laurelinu, uvězněné ve třech krystalech. Mocní Valar včetně kováře Aulëho nebyli schopni vytvořit jejich kopie. Ani Fëanor nemohl vytvořit nové, protože část jeho bytí přešla do jejich výroby. Cena silmarilů je v Ardě nevyčíslitelná, a to i pro Valar. Varda je posvětila a Mandos předpověděl, že jsou v nich uzamčeny osudy Ardy – země, moře i vzduchu.

## Silmarily v dějinách Ardy
Když byl Fëanor donucen odejít do Formenosu, zamkl je do železné místnosti. Za nějaký čas zničil Melkor společně s Ungoliant Dva stromy, a tak jediné světlo stromů zůstalo v silmarilech. Valar naléhali na Fëanora, aby jim je dal a oni mohli obnovit život stromů, ale odmítl. Až potom se zjistilo, že Melkor zabil Fëanorova otce Finwëho, ukradl silmarily a utekl do Angbandu, své pevnosti na severu Středozemě, kde je zasadil do železné koruny.
Fëanor proklel Melkora a nazval ho Morgoth, „temný nepřítel světa“. Rozzlobil se ale též na Valar za to, že je chtěli mít pro své vlastní záměry. Společně se svými syny složil Fëanorovu přísahu, která je zavázala k boji proti komukoliv, kdo jim odepře silmarily. Tato přísaha později způsobila mnoho problémů včetně masového vraždění a bojů elfů proti elfům.
Fëanor dovedl velkou část Noldor zpět do Středozemě. Pět velkých bitev bylo vybojováno v Beleriandu (v první z nich padl Fëanor), ale silmarily nebyly dobyty zpět. Jen jeden byl získán Berenem a Lúthien přes velké nebezpečí a ztráty. Později se dostal k Eärendilovi, který plul prosit Valar o odpuštění a pomoc proti Morgothovi. Díky silmarilu se dostal přes zápověď Valar (nikdo přes ní nemohl doplout ze Středozemě do Amanu). Valar potom dali silmaril na oblohu a ten se zjevil elfům a lidem ve Středozemi jako jasná hvězda.
Další dva silmarily zůstávaly v Morgothově moci, ale na konci války hněvu mu je sebrali Valar. Ukradli je však jediní dva přeživší Fëanorovi synové, Maglor a Maedhros, kteří byli hnáni přísahou. Ale klenoty pálily jejich ruce stejně jako předtím Morgothovy, jelikož byly posvěcené a oni díky svým činům na ně ztratili právo. Kvůli nesnesitelnému utrpení skočil Maedheros do ohnivé propasti spolu s jedním silmarilem a Maglor hodil druhý do moře. Tak se dostaly silmarily do tří elementů – do vzduchu, vody a země.
Podle Mandosovy věštby bude po návratu Melkora a jeho definitivní porážce v Dagor Dagorath svět změněn a Valar získají silmarily zpět. Potom bude Fëanor osvobozen ze síní Mandosu a dá silmarily Yavanně, ta je rozbije a oživí s nimi Dva stromy. Hory Pelóri budou pak srovnány se zemí a světlo stromů zalije svět neutuchajícím štěstím.